# Saltiri (instrument)
El saltiri és un instrument musical cordòfon de la família de les cítares, sense trasts. Consisteix en una peça de fusta o, més sovint, una caixa de fusta amb forats de ressonància, i sense coll; pot ser rectangular, triangular o de forma trapezoïdal; en alguns exemplars, alguns costats d'aquesta forma són corbats. L'instrument pot ser d'ordres simples o múltiples. Les cordes estan tensades i formant un pla paral·lel al de la superfície de la caixa de ressonància, passant per sobre d'un o més ponts i lligades d'alguna manera a ambdós extrems de la caixa de ressonància.
Normalment les cordes són pinçades, ja sigui amb els dits o amb un plectre.
En tractar-se d'una tipologia d'instruments que forma part del folklore de cultures molt diverses, cada tipologia d'instruments sovint té el seu nom específics, a vegades lligats amb altres instruments semblants i culturalment propers (com per exemple santur i santouri). L'abast del terme en català és controvertit, especialment per si inclou sols els instruments polsats o també els percudits. L'IEC el conceptualitza com un instrument antic (sic); l'instrument encara és en ús en molts països) de corda, anàleg a la cítara, que es toca amb un plectre o amb martell. De manera molt semblant, el Termcat el descriu com un Instrument de corda anàleg a la cítara que es tocava (sic?) amb un plectre o martell. Per la seva banda, la GEC el descriu com un instrument medieval (sic) del grup dels cordòfons, amb teclat (sic), en el qual les cordes són indistintament colpides o pinçades. Finalment, la Gran Enciclopèdia de la Música el descriu com un instrument medieval de corda pinçada, de manera que els que són accionats per percussió no entren dins d'aquest camp semàntic segons aquesta font.
Aquest article tracta dels saltiris polsats amb els dits o amb plectres, i dels percudits amb martellets, amb un abast cronològic i geogràfic general, i exclou els instruments que tradicionalment es coneixen com a cítares

## Els termes grec i llatí antics
El terme llatí psalterium (grec psaltērion) es va aplicar a diversos instruments antics i medievals. Pertany a la categoria de mots (com organum o antífona) que requereix un estudi especial per resseguir els seus canvis de sentit al llarg dels temps. Es poden determinar tres estadis en aquesta història: l'ús original, en la seva forma grega, com un terme per a l'arpa; com un terme important en la literatura eclesiàstica en referència al Llibre dels Salms; i la seva eventual aplicació als instruments en qüestió.
El terme deriva del grec psallein (pinçar amb diversos dits); el mot psaltria que s'hi relaciona podria referir-se a les dones que tocaven la cítara o la lira, però psalterion es reservava per a l'arpa, força menys freqüent.
El terme entra en la literatura cristiana a través de Septuagint, en la traducció de l'Antic Testament al grec feta al segle iii aC que serví com a base per a les primeres versions cristianes de la Bíblia. El Septuagint en la majoria de casos traduïa nebel, l'arpa de l'Antic Testament, per nabla o bé per psaltērion, aquest darrer especialment en la traducció dels salms. Al mateix temps traduïa l'hebreu mizmor, que apareix en 57 dels salms, com a paslmos, és a dir, un himne cantat amb arpa; això portà els jueus de parla grega a adoptar per a la totalitat del llibre el nom de biblos psalmon, és a dir llibre dels salms, i eventualment, només psaltērion (saltiri). Sant Jeroni corrobora aquests usos a la Vulgata traduint nebel per psalterium encara de forma més consistent del que ho havia fet Septuagint.
El fet que el llibre dels salms i un dels instruments que hi és esmentat amb més freqüència rebin el mateix nom (psalterium) assegurà al mot una rica existència en la literatura cristiana. Els centenars de vegades que apareix en la patrística i en els comentaris als salms que apareixen en la literatura medieval serveixen especialment com a punt de partida per a exegesis al·legòriques, però com a mínim un cert nombre de passatges tenen, si més, no un cert significat organològic. Eusebi de Cesarea establí en el pròleg del seu Saltiri la noció que David està per sobre els quatre músics levites subordinats, Asaph, Ethan, Heman i Idithun, aguantant el psalterium. Més tard Isidor de Sevilla va descriure l'instrument amb una forma triangular com de la lletra grega delta, una referència que posteriorment es troba en altres pròlegs al llibre dels salms.
Per la seva banda, el comentari al salm 32.2, seguint a Basili normalment acusava el contrast entre la kithara amb la caixa de ressonància al fons de l'instrument, mentre que el psalterium la tindria al capdamunt, una característica corroborada per antigues descripcions d'arpes. Però aquestes referències afegeixen poc al coneixement organològic actual i en canvi suggereixen una unanimitat general entre les fonts gregues, jueves i cristianes en la seva identificació dels psalterium amb l'arpa triangular. A més, les fonts cristianes afegeixen que l'instrument tenia deu cordes a imitació dels Deu manaments, un concepte que deriva de frases ocasionals de Septuagint com 'en decachordō psaltēriō'.
En el període carolingi va sorgir una tradició contradictòria amb aquesta quan es va dir que el psalterium era quadratum, és a dir rectangular. La font més antiga conservada per a aquest concepte, el De Universo de Hrabanus Maurus, l'esmenta com a quadratum en el mateix passatge en el qual diu “mentre altres el prefereixen en la forma de la lletra delta”. Els dos conceptes sobre la forma van coexistir, el triangular en els comentaris més convencionals sobre els salms (Honori d'Autun, per exemple), i el rectangular en el grup de textos associats amb la curiosa carta de Pseudo-Jeroni a Dardanus. El primer apareix sobretot en representacions de David aguantant una gran varietat d'instruments, molts dels quals tenen semblances amb instruments reals (tant contemporanis com clàssics), mentre que el segon es representa de manera esquemàtica per un rectangle travessat per deu línies, suggerint una mena de pseudo-instrument inspirat pel text, malgrat que alguns hi arriben a veure algun tipus de relació amb una kithara rectangular utilitzada a la Magna Grècia; i és aquest el que alguns organòlegs han identificat com a psalterium decachordum.
Els passos concrets que porten al darrer estadi de la història d'aquest terme –la seva aplicació a les cítares de caixa que arribaren a Occident a través dels musulmans de la península Ibèrica i de l'Imperi Romà d'Orient- no han estat objecte d'un estudi definitiu. La raó subjacent per al canvi de significat del terme podria haver estat una semblança a grans trets de les il·lustracions bidimensionals de l'instrument en les dues formes –triangular i rectangular- en la il·luminació de manuscrits de principis de l'edat mitjana i en l'escultura, amb la forma igualment plana però més complexa de cítares contemporànies. Sovint sembla que l'artista hagi convertit una arpa en una cítara en donar la impressió d'una caixa de ressonància sòlida sota de les cordes. Això, i l'absència de coll o mànec en cap dels dos instruments i la facilitat de transvasament terminològic entre instruments a l'alta edat mitjana fan que aquesta aplicació contradictòria del terme que es dona finalment no sigui gaire sorprenent.

## L'instrument a l'edat mitjana i al Renaixement

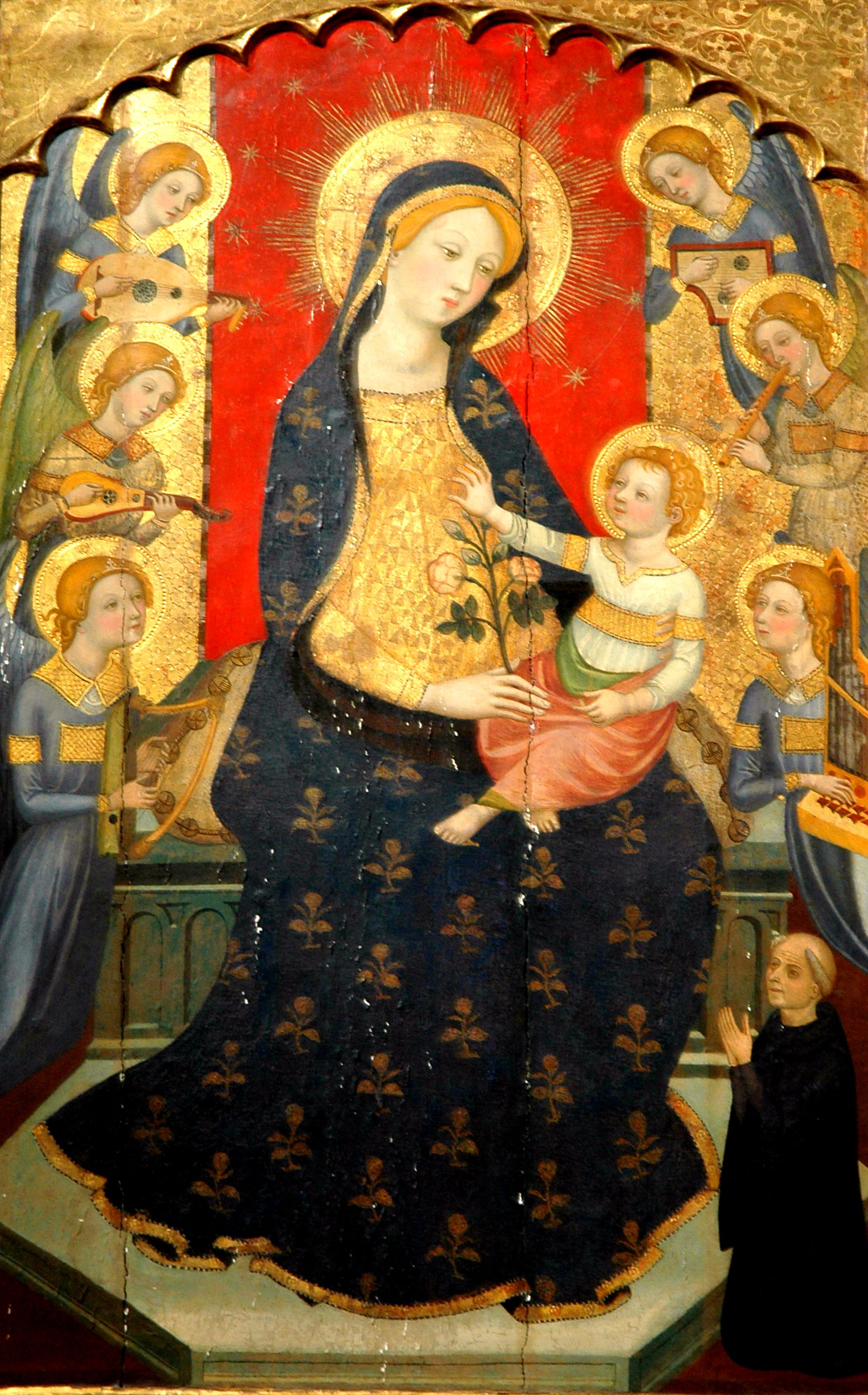
Retaule provinent de Sant Cugat del Vallès, obra de Pere Serra (Segle XIV; Museu Nacional d'Art de Catalunya). L'àngel música a dalt a la dreta toca un saltiri en forma de mig cap de porc

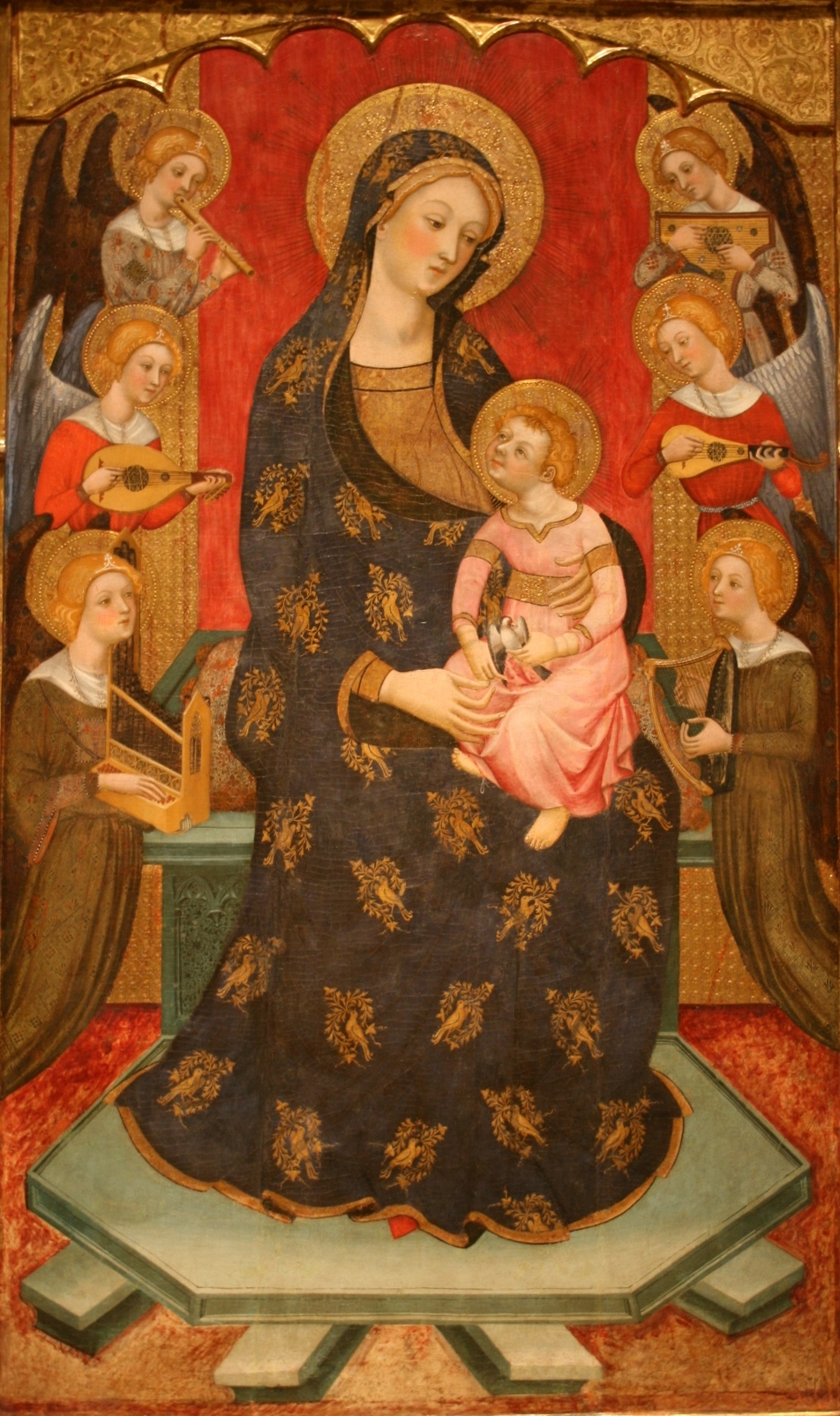
Retaule de la Mare de Déu dels Àngels, obra de Pere Serra i provinent de la Catedral de Tortosa, avui al Museu Nacional d'Art de Catalunya. L'àngel situat a dalt a la dreta toca un saltiri del tipus anomenat de cap de porc

Els primers estadis en la història del saltiri són foscos, i, a més, la coincidència entre els testimonis visuals i verbals són insuficients. Els saltiris triangulars i rectangulars esmentats en la carta de Pseudo-Jeroni a Dardanus podrien haver existit o no quan té lloc tot aquest embolic, vers el segle ix, però d'aquell moment ençà apareixen cada vegada de forma més sovintejada a les arts plàstiques, tocats sobretot per David i els seus músics, o bé pels ancians de l'Apocalipsi. Alguns exemples són fantasies que no haurien funcionat de cap manera, mentre que altres mostren un coneixement de llur fabricació que fa pensat que estiguin basats en fets reals. Els mots rote, rota i rotta, associats sobretot amb instruments de la família de la lira, a voltes també es van aplicar al saltiri triangular. En una escultura al claustre de l'abadia de Moissac, data del segle xi, un músic que aguanta un saltiri triangular, apareix acompanyat de la inscripció que designa l'instrument com a rota. Aquest relleu és un dels molts que també podria ser pres per una arpa triangular, però altres exemples, sobretot en il·lustracions de manuscrits, es mostra com les cordes discorren paral·leles a la caixa de ressonància. L'absència de forats de ressonància en moltes d'aquestes representacions pot indicar que aquests saltiris eren, bàsicament, taules de fusta sobreelevades més que no pas veritables caixes de ressonància. Però a partir del segle xii apareixen els forats de ressonància més sovint, cosa que suggereix que ja es tracta de caixes, al mateix temps que la caixa queda flanquejada per grups de cordes a cada costat, de manera que el resultat és un doble saltiri.
A l'edat mitjana, els recursos instrumentals es van veure notablement incrementats per les importacions d'Orient, via l'Imperi Romà d'Orient (entre els segles x i xii) i a través de la península Ibèrica que havia estat començada a envair pels àrabs l'any 711. Aviat Andalusia va esdevenir el melting pot de les cultures occidental i oriental, i els instruments arabo-perses es van difondre cap al nord a través de Catalunya cap a França i la resta d'Europa. El santur oriental, un saltiri en forma de trapezi isòsceles que es tocava picant les seves cordes amb martellets (per tant era un tipus de dulcimer) ja era conegut pels musulmans de la península Ibèrica al segle xi. L'instrument hi va ser portat o bé des del que avui és Turquia, o bé va ser disseminat en el sentit contrari des d'Europa cap a l'est. A la península Ibèrica, dos segles més tard, a més de la rota i la cítara, llavors tan populars, també existien dos tipus de saltiris coneguts com a canon entero i medio canon. Es troben representats a la Cantigas de Santa Maria d'Alfons X el Savi, rei de Castella i Lleó (1252-1284). El nom de canon va ser, més tard, adoptat per altres llengües. El canon entero i el medio canon corresponen, respectivament, a dos instruments arabo-perses com són el nuzha (saltiri rectangular) i el Qanun (de forma trapezoïdal, amb un angle recte). Durant l'edat mitjana, el tipus de saltiri amb els costats corbats (en italià istrumento di porco; en alemany Schweinekopff) va esdevenir molt popular. Normalment tenia cordes simples o bé ordres dobles. Els noms de procedència llatina ala i ala entera a vegades s'aplicaven a instruments amb una caixa de ressonància que tenia aquesta forma. El saltiri ibèric de costats corbats anomenat ala entera apareix en tres miniatures del Cancioneiro da Ajuda. Un saltiri en forma de mitja ala era força emprat a Europa oriental i es coneixia amb el nom d'ala bohèmia; també hi era força conegut l'instrument que avui es coneix com a saltiri-arpa, que combina les característiques essencials d'ambdós instruments, i que –per tant- tenia una doble caixa de ressonància. Exemples d'altres saltiris trobats més al nord són el kantele de Finlàndia (hi ha instruments estretament relacionats a Lituània, Estònia i Letònia) i el gusli de Rússia.

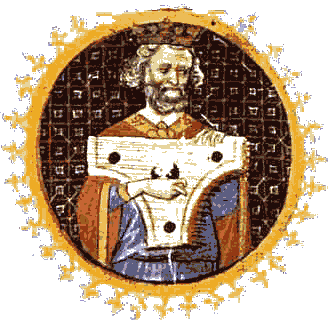
Representació d'un saltiri del tipus anomenat cap de porc provinent d'un manuscrit del que conté De Arythmetica, De Musica, per M. Servinius Boetius

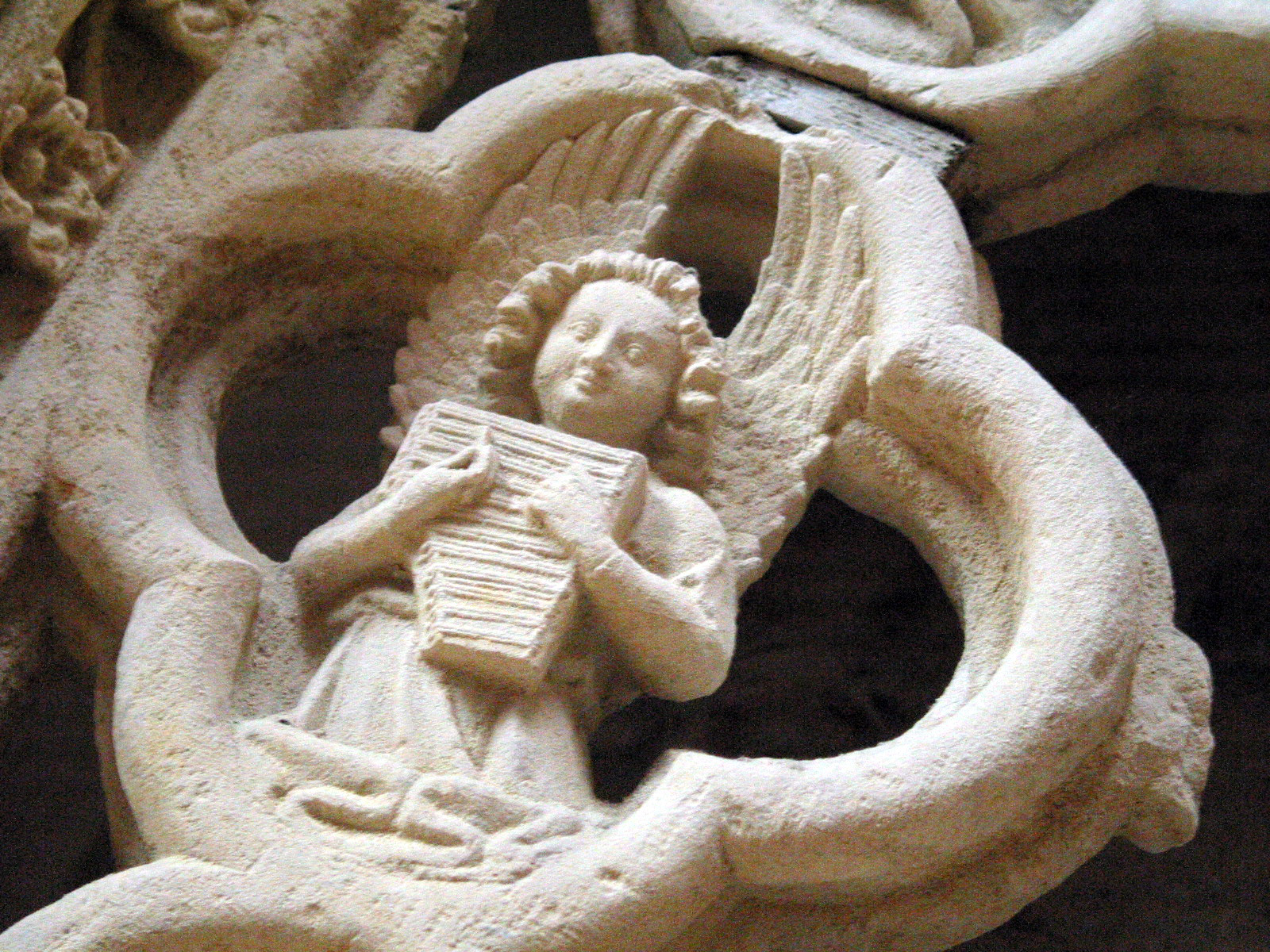
Àngel músic tocant un saltiri en forma de mig cap de porc, provinent de la tomba de Rencon de Montclar,

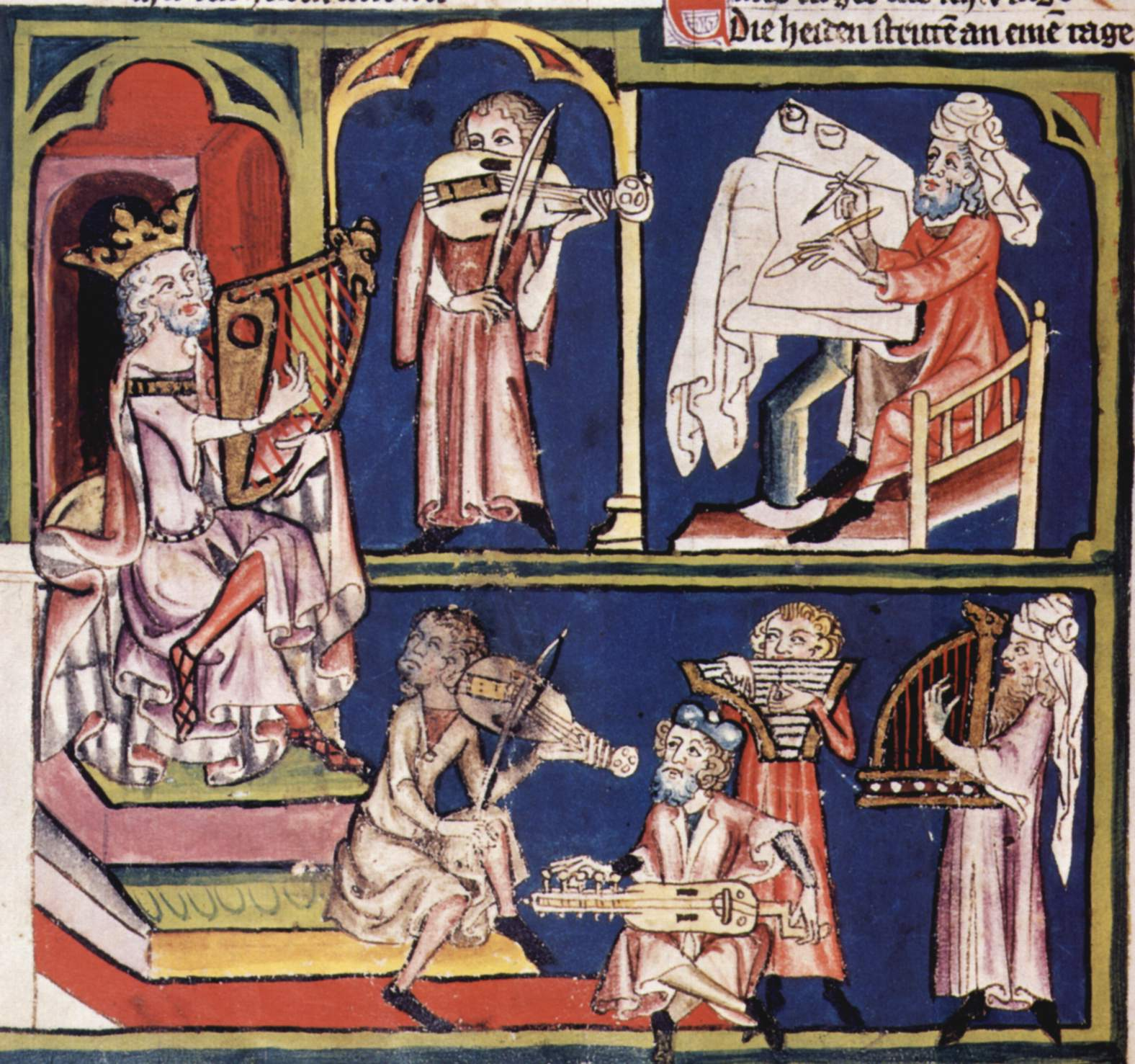
Músic tocant un saltiri en una representació del Rei David envoltat de músics, en un manuscrit alemany de ca. 1340

Les cordes del saltiri medieval eren fetes de metall o de tripa. Egidi de Zamora (Ars Música, ca. 1270) recomanava cordes de llautó o de plata. Segons Le bon berger (1379), el saltiri triangular s'encordava amb tripa. Les cordes metàl·liques per al Qanun s'esmenten ja al tractat persa del segle xiv Kanz al-tuḥaf, i Abd al-Qādir (mort el 1435) demanava que el Qanun d'ordres triples s'encordés amb cordes de coure.
Els saltiris orientals com el qānūn i el santur es tocaven –i encara es toquen- en posició horitzontal. A les Cantigas, els saltiris s'hi representen en posició vertical. Les cordes es polsaven amb els dits o bé amb plectres com és ara plomes d'au o una mena de didals, com anells al voltant del dit del qual sobresortia el fragment de ploma que hi estava lligat. Aquesta tècnica era l'emprada a les penínsules Ibèrica i Itàlica, especialment en el segle xviii. Els saltiris tocats amb uns martellets que percudien les cordes (com el santur), que venen definits més pròpiament com a dulcimers.
El saltiri va tenir un ús molt ampli i difós fins aproximadament el 1500, i apareix sovint en llistes de músics com a la de la Festa de Westminster del 1306, on els intèrprets incloïen a Gillotin le Sautreour i Janyn le Sautreour. Com la majoria dels instruments medievals no tenia un repertori específic sinó que s'utilitzava per tocar fos quina fos la música que l'ocasió requerís. El seu ús com a instrument solista també està documentat en el passatge tan sovint citat de Chaucer provinent d'El conte del moliner.
And al above ther lay a gay sautrie,

[On which he made a-nyghtes melodie]

So swetely that all the chambre rong:

And Angelus ad virginem he song.

(I per sobre de tots, un alegre saltiri / en el qual va fer una melodia nocturna/ Tan dolça que tota la cambra va sonar / i ell cantà 'Angelus ad Virginem').
El canon entero és esmentat per l'Arxipreste d'Hita en el seu Libro de buen amor (1330):
Dulce canno entero sal'con el panderete
Con sonajas d'açofar faze dulçe sonete. 

El saltiri diatònic no podia satisfer les demandes dels cromatismes de la música del Renaixement i en els segles XV i XVI es va fer servir menys. Però els cromatismes van ser possibles amb el desenvolupament d'un sistema nou de ponts aplicat als saltiris en forma de trapezi isòsceles, com en el Hackbrett descrit al Musica Getutscht de Virdung (1511). Més que no pas afegir més cordes per a les notes cromàtiques, l'ús d'aquests ponts de divisió va fer que una corda o un ordre pogués fer dues notes, una a cada banda del pont. Una altra línia d'evolució de l'instrument fou l'addició d'un teclat, cosa que ja presagiava la invenció del clavicèmbal.

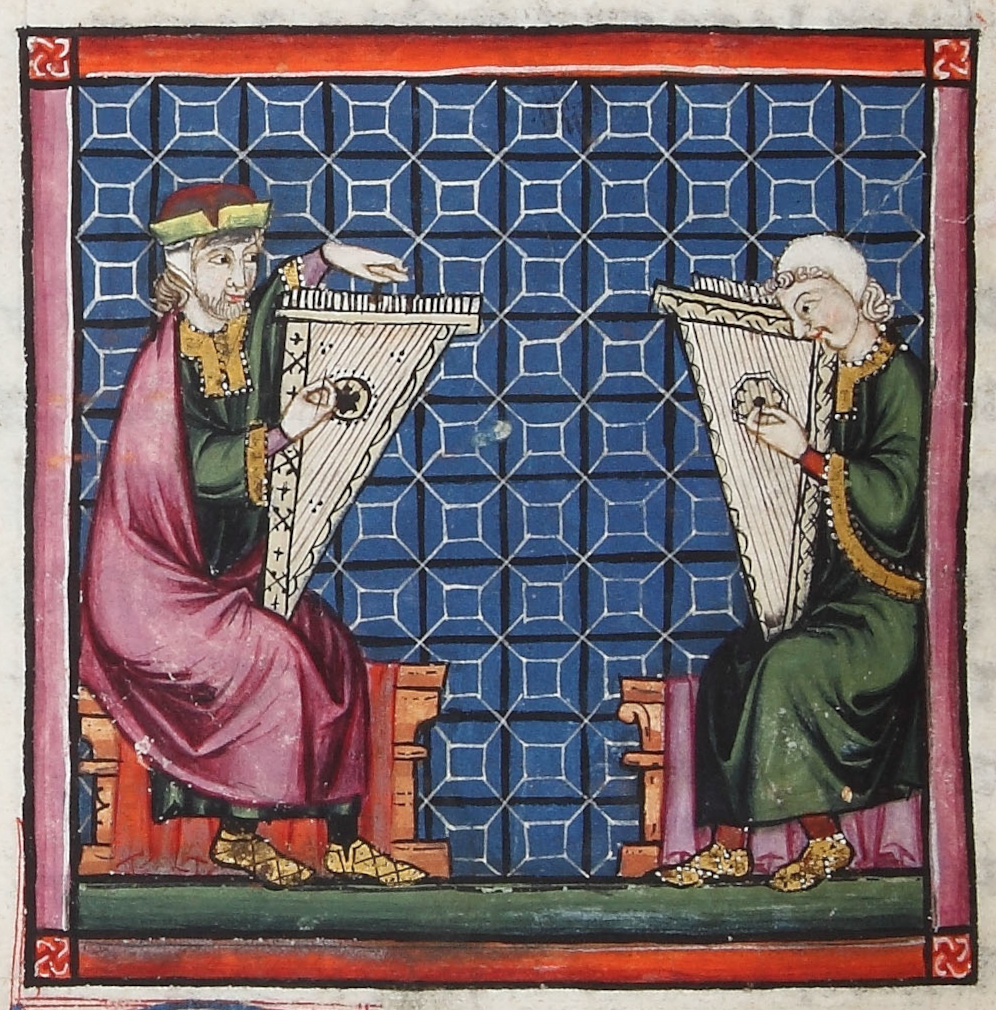
Rota als la Cantigas de Santa Maria
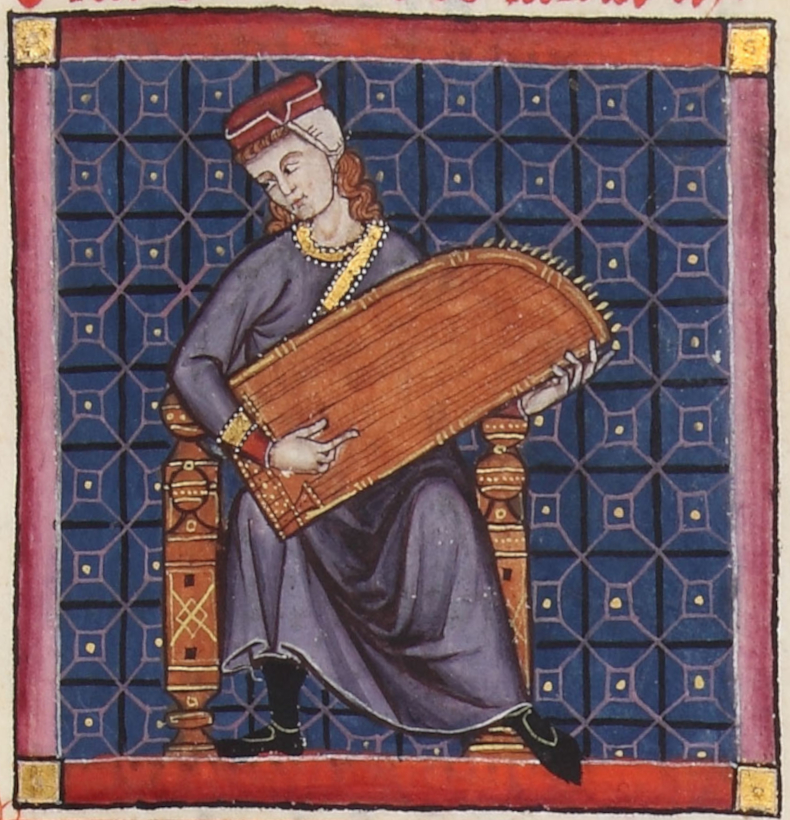
Salteris als la Cantigas de Santa Maria
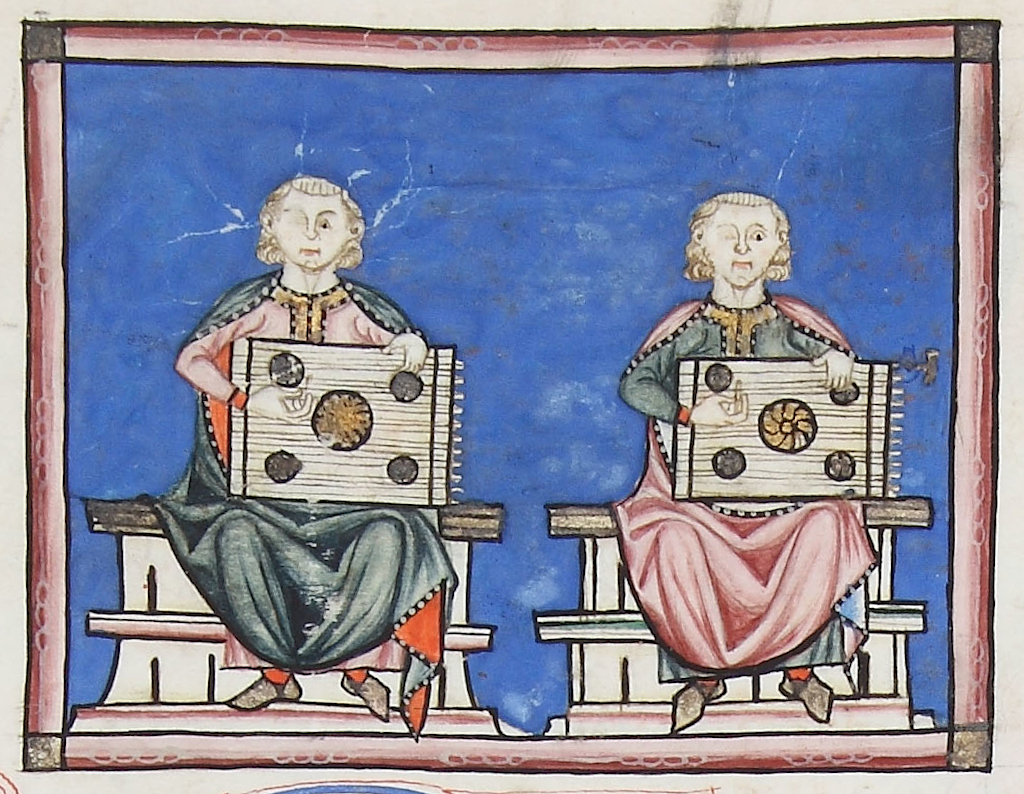
Salteris als la Cantigas de Santa Maria
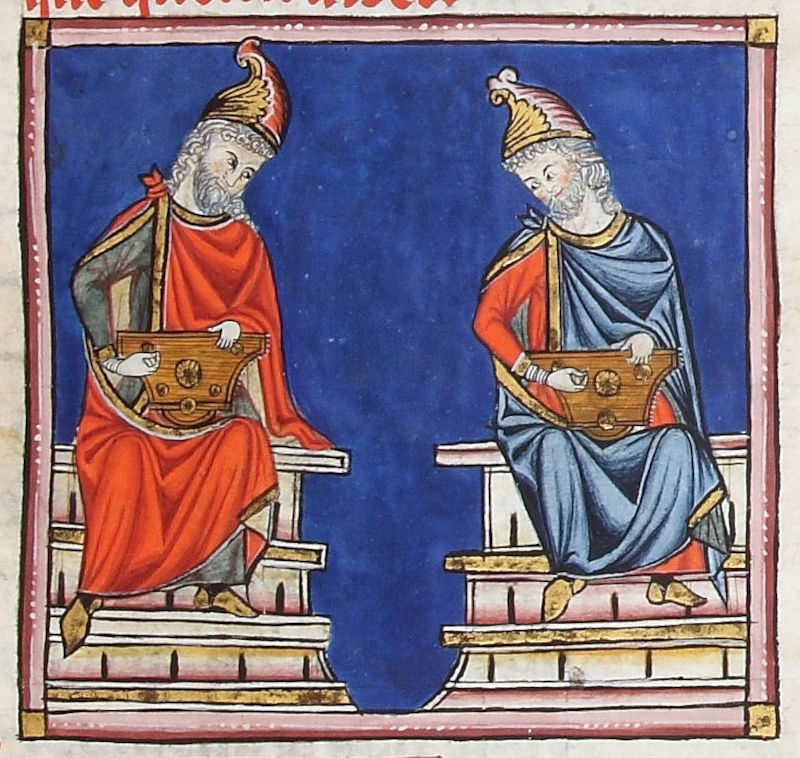
Salteris als la Cantigas de Santa Maria
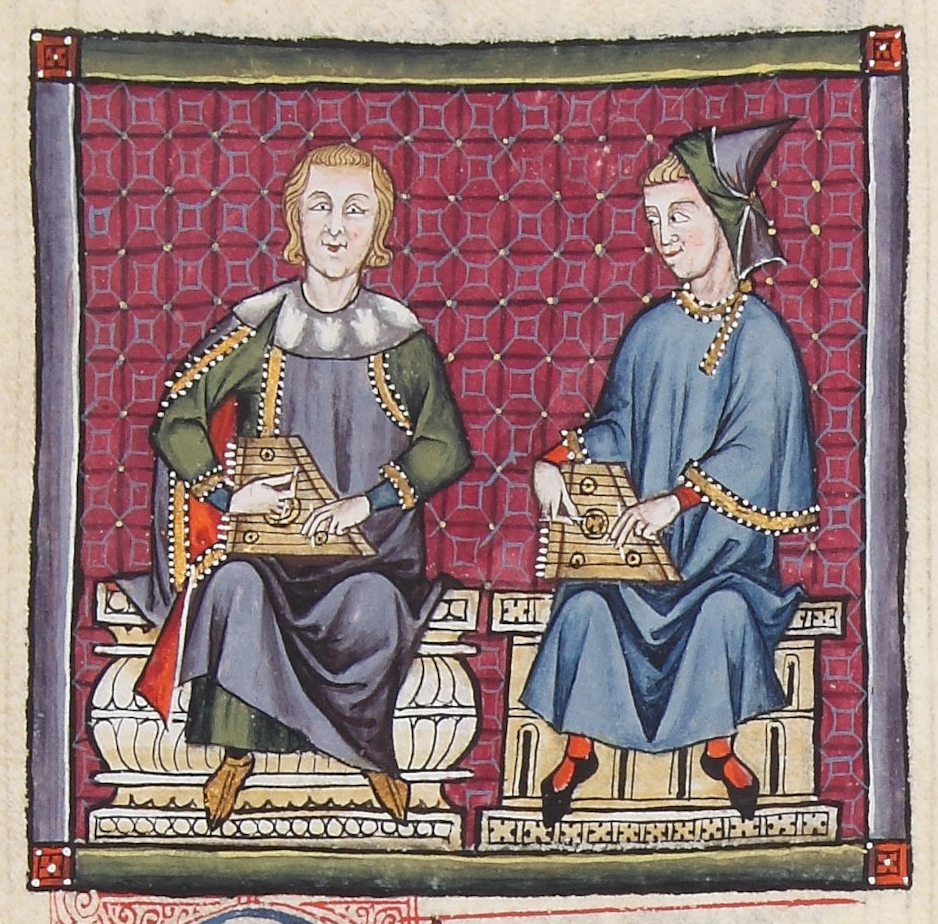
Salteris als la Cantigas de Santa Maria

## Períodesbarroc,clàssici modern

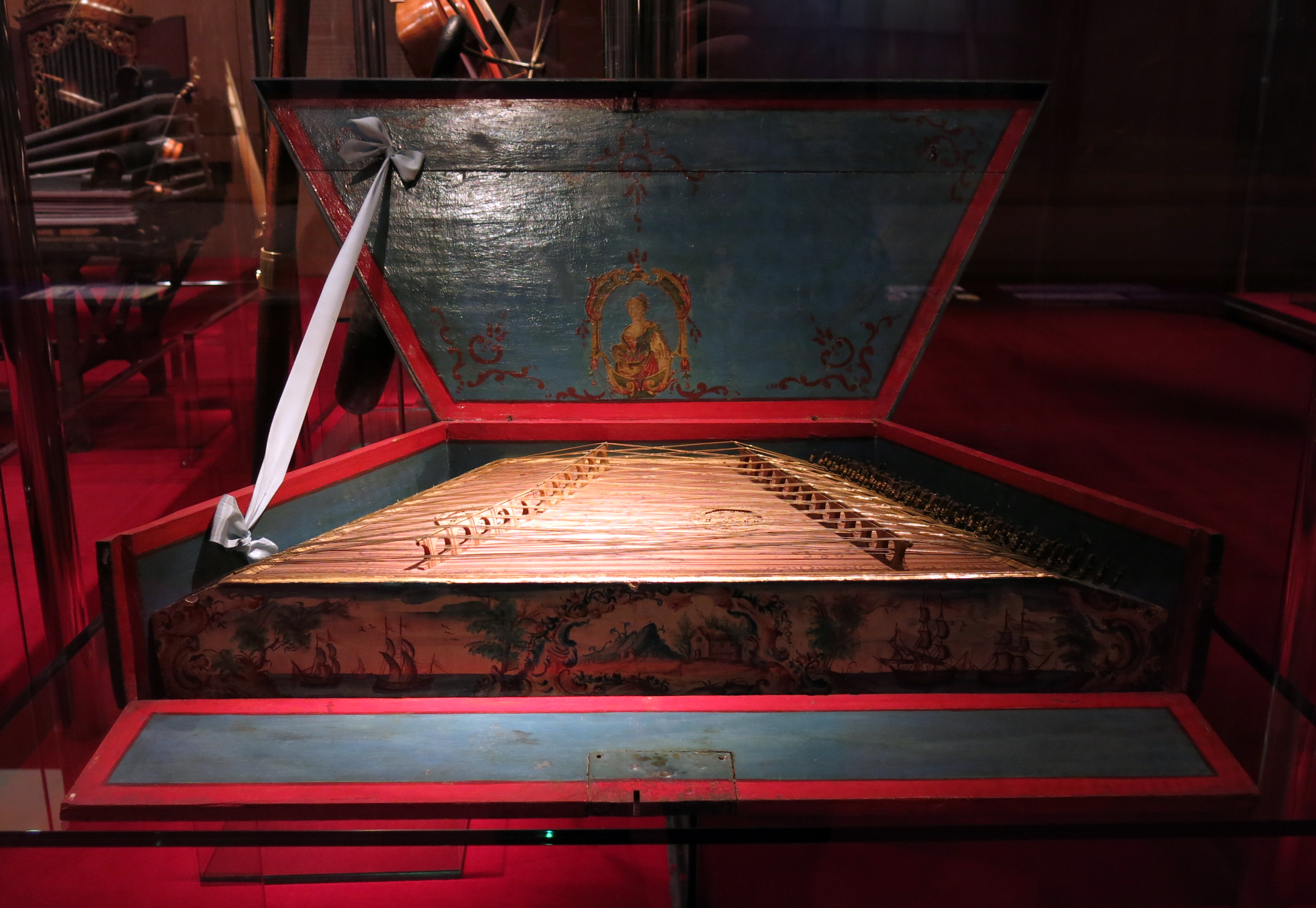
Saltiri del, al Museu de la Música de Barcelona

A començaments del Barroc, a l'Europa occidental, els saltiris pinçats i percudits van evolucionar en paral·lel, amb una caixa de ressonància en forma de trapezi, i amb diversos ponts de divisió que afectaven a una part de les cordes o ordres, de manera que cada pont corresponia a una o més ordres o cordes. Això va permetre que existissin instruments gairebé o totalment cromàtics, amb una tessitura molt més àmplia. Els primers estadis d'aquest darrer desenvolupament es poden veure al Hackbrett descrit per Michael Praetorius al seu Theatrum instrumentorum (1620) i en el model més simple de psaltérion que il·lustra Marin Mersenne a la seva Harmonia Universelle.
Ja el 1650, Athanasius Kircher, a la seva Musurgia Universalis, dona comptes d'un saltiri polsat de tres octaves, i n'il·lustra un que té unes poques notes cromàtiques. La preferència per un o altre tipus d'instrument a grans trets seguia una línia de divisió geogràfica. Els instruments polsats coneguts com a salterio van esdevenir la norma a l'àrea mediterrània, difonent-se des d'Itàlia cap a la península Ibèrica i posteriorment cap a Sud-amèrica. La situació a França no ha estat del tot estudiada però s'hi van conèixer i utilitzar totes dues formes.
Sembla que durant el segle xvii el saltiri modern no va estar en ús a la península Ibèrica perquè tot sembla indicar que les aparicions del mot salterio es refereixen a l'instrument del mateix nom que es tocava (i es toca) picant les cordes per acompanyar una flauta de tres forats; es tracta, doncs, d'un tambor de cordes més propi de la música tradicional. Pel que fa al segle xviii existeixen molts instruments tant italians, com espanyols i llatinoamericans. Un saltiri típic de mitjan segle xviii podia tenir 24 ordres de 4 cordes a l'uníson cada un que discorrien per sobre de tres o quatre ponts de divisió que ocupaven només uns quants ordres cada un. Hauria tingut una tessitura de gairebé tres octaves cromàtiques partint del sol (que era la nota bàsica del salterio. A mesura que avançà el segle es van fer instruments més grans, baixant fins al do i –a la península Ibèrica- amb ordres de fins a sis cordes a l'uníson; a Itàlia, per la seva banda, hi afegiren més ponts i claus per a una afinació més convenient. A vegades els ordres greus tenien menys cordes que els aguts.
Molts documents italians, espanyols i brasilers inclouen explicacions sobre l'afinació del saltiri, però només dues obres parlen de la tècnica d'interpretació: les Reglas y advertencias generales de Pau Minguet i Irol (1754) i els Avvertimenti per suonatori di salterio de Giambattista Dall'Olio (1770; reproduït per Luigi Francesco Valdrighi el 1879). Ambdues obres confirmen l'ús dels dits polzes i d'un o més dits restants d'ambdues mans. També hi ha evidències de l'ús de plomes lligades a anells o potser fins i tot lligades a didals. Mentre que Atanasius Kircher havia descrit una tabulatura alfabètica. Tant Minguet com Antônio Vieira dos Santos (un portuguès que migrà al Brasil a la primera meitat del segle xix) en un manuscrit que conté una antologia, dona la música en una notació numèrica. Així i tot, la notació normal sembla haver estat la més habitual. Els instrumentistes de saltiri del segle xviii, en els seus bons temps, acostumaven a ser membres de les famílies benestants o pertanyien a ordes religiosos, com per exemples les monges del Convento de la Encarnación, a Àvila. Joan Baptista Pla més conegut com a oboista també va actuar com a intèrpret internacional de saltiri.
A mesura que la recerca avança, va emergint repertori barroc i  clàssic per a l'instrument. No sols són antologies de música popular, de dansa o militar per a saltiri sol, sinó també sonates amb Acompanyament musical per a un o dos saltiris, o sense, música de cambra amb instruments d'arc o fins i tot concerts i altres obres orquestrals. Emanuele Barbella, Niccolò Jommelli, Carlo Monza i Florido Ubaldi se situen entre els compositors italians els noms dels quals figuren en les fonts manuscrites, i Vicente Adán, Braulio Canales i Gaspar Esmit (Smith) entre els espanyols.
El saltiri també es va fer servir per acompanyar música vocal, tant religiosa –sobretot no litúrgica- com profana, fos amb passatges obligats o sense.
Pel que fa al segle xix està documentat el seu ús de manera continuada durant les primeres dècades, però el seu ús va decaure amb posterioritat. En el cas concret d'Espanya, els historiadors de la música de la segona part del segle expliquen que l'havien sentit a tocar en els anys previs i sobretot a les terres més orientals de l'estat. Si s'ha de fer cas d'un manuscrit conservat a l'Arxiu Comarcal de Manresa i que data de finals del segle xviii, una de les raons de la seva caiguda en desús hauria estat la seva dificultat a afinar-lo, deguda a la gran quantitat de cordes que tenia.

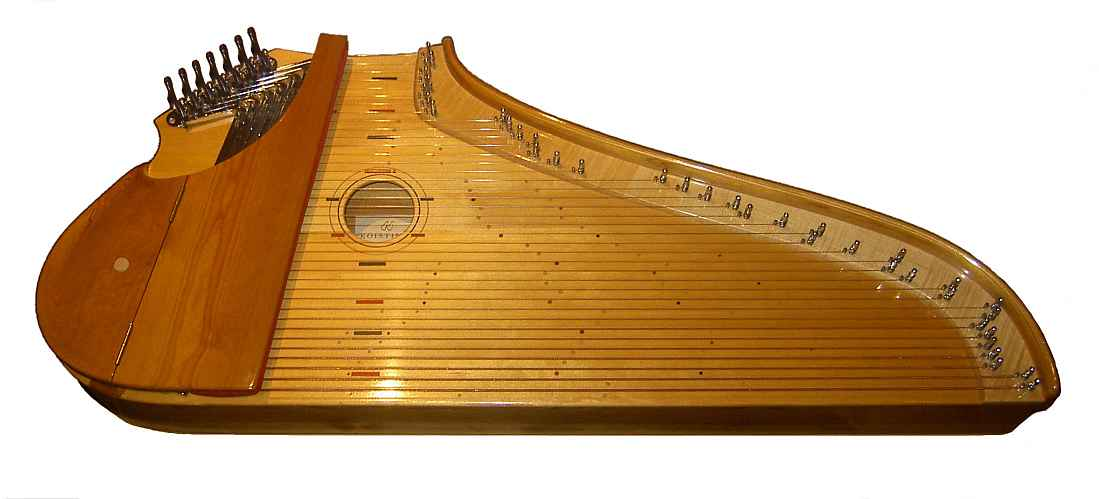
Kantele, un tipus de saltiri propi de la música tradicional de Finlàndia

En alguns indrets, al llarg del segle xix, sobretot, diverses variants de l'instrument van passar a formar part de la música tradicional. Tal és el cas de Mèxic –va passar a formar part dels conjunts de la música popular, en dos models o mides: el petit requinto i el més gran anomenat tenor- o el del kantele de Finlàndia o el Qanûn que continua essent utilitzat a les orquestres en diversos països de l'Orient Mitjà.
Durant un curt període a començaments de segle XX es van produir, en diversos països d'Europa oriental uns saltiris petis i rudimentaris amb forma de trapezi amb angle recte. A la segona meitat del segle, i seguint els passos de la recuperació de les formes d'interpretació de la música antiga, l'instrument va ser rescatat de l'oblit tant a Europa com als Estats Units. Així i tot actualment hi ha pocs instrumentistes que interpretin amb el model d'instrument barroc; una d'elles és Nelly van Ree Bernard

## Altres significats del terme

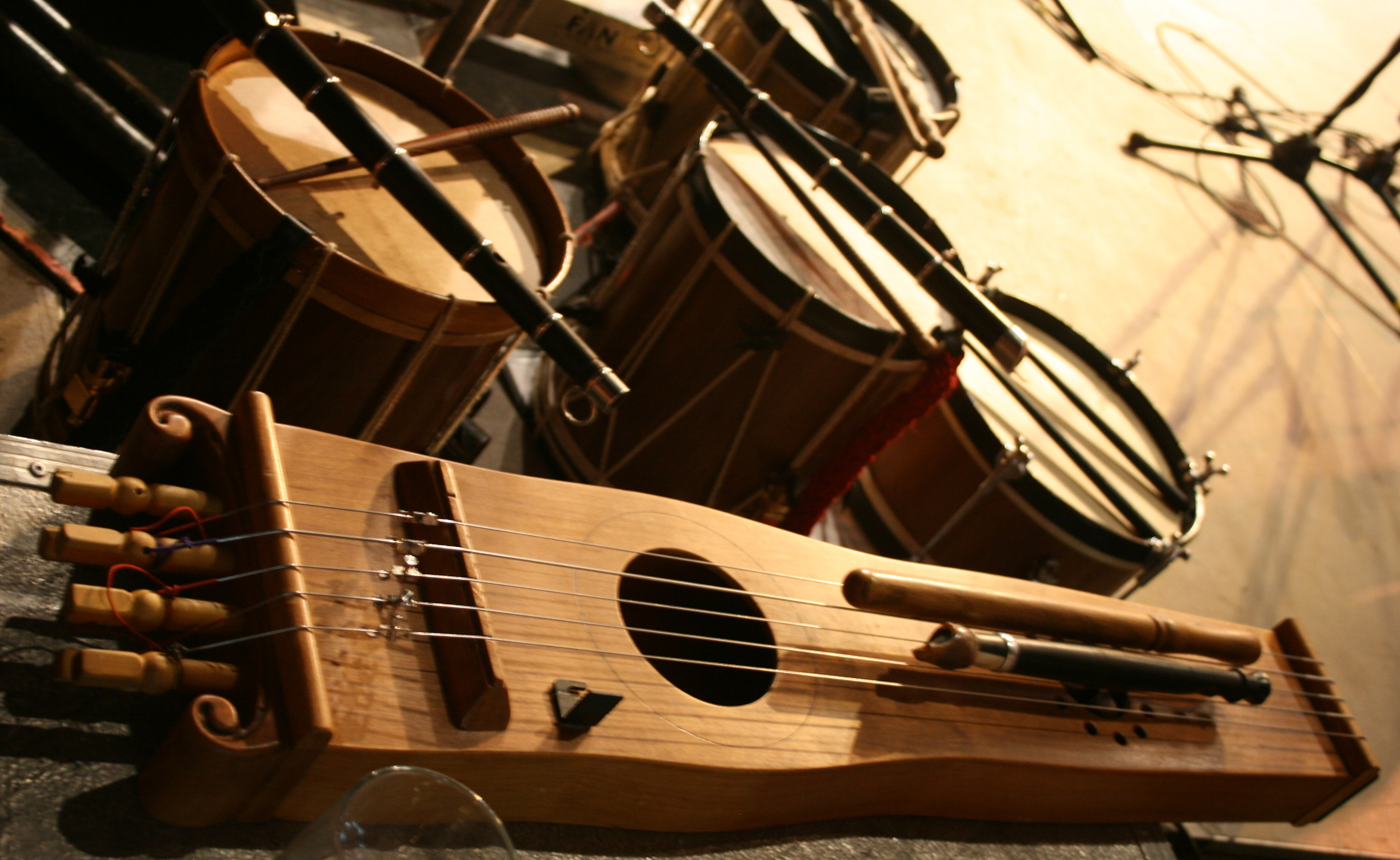
Txun txun i altres instruments tradicionals bascos

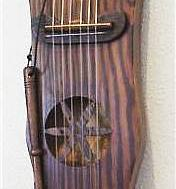
Detall de la roseta d'un chicotén aragonès

Segons Amades a Catalunya hi havia un instrument que recordava la forma del saltiri, anomenat també guitarra de fusta, fet d'unes làmines de fusta muntades en sentit horitzontal damunt de dos bastonets, de tal manera que semblava una escala, i duia un cordill lligat per penjar-lo al coll. Es feia sonar colpejant-lo amb una maceta, a l'extrem de la qual hi havia una boleta. Era un instrument molt característic de les colles de caramelles del Pla de Barcelona i del Llobregat. En tot cas, es tractava d'un instrument idiòfon de so indeterminat.
També rep el nom de saltiri -entre altres- l'instrument de cordes percudides que es fa servir per acompanyar la flauta de tres forats en moltes contrades a ambdós vessants dels Pirineus, des de la Vall d'Aran, diverses contrades d'Osca (on també rep el nom de Chicotén) i del Bearn (d'aquí el nom francès de tambour de Bearn o en bearnès tamborin) fins al País Basc (on se'l coneix com a Ttun-Ttun). Normalment està afinat en la tònica i la dominant; la seva funció és marcar el ritme bo i reforçant la tonalitat. Per això sovint de l'anomena tambor de cordes malgrat que no sigui realment un tambor.
Finalment, també cal parlar de l'anomenat saltiri d'arc, un instrument de corda en forma de saltiri triangular que es toca fregant les cordes amb un arc i que va ser inventat al segle xx.